# 中国農場の戦い
中国農場の戦い（ちゅうごくのうじょうのたたかい、ヘブライ語: קרב החווה הסינית、アラビア語: معركة المزرعة الصينية）とは、第四次中東戦争、シナイ半島方面での戦闘において1973年10月15日から10月17日にかけてイスラエル軍とエジプト軍との間で行われた戦闘の名称である。
10月14日の戦車戦で勝利して以降、シナイ方面でも攻勢に転じたイスラエル軍は翌15日からスエズ運河の逆渡河作戦「アビレイ・レブ作戦」を開始し、エジプト第2・第3軍のちょうど間にあたるグレートビター湖北部に展開した。エジプト軍の部隊は内陸とスエズ運河沿岸を結ぶ道路上にある農業試験場、通称「中国農場」周辺に展開し、イスラエル軍を迎え撃った。激烈な戦闘の末にイスラエル軍は「中国農場」周辺からエジプト軍を後退させて渡河点を確保し、10月16日には空挺旅団がスエズ運河西岸に渡った。
なお、「中国農場」の名は、1960年代に日本の企業の援助のもと建設された農業試験場を1967年の第三次中東戦争時に占領したイスラエル兵が、看板（チラシとも）の仮名交じり文を中国語と勘違いしたため、イスラエル軍の軍用地図に「中国農場」の名を記したことに由来する。

## 背景
1973年10月6日、エジプトはスエズ運河を渡って対岸の、1967年以降イスラエルが占領していたシナイ半島に橋頭保を築くことを目的とした、「バドル」作戦を発動した。ゴラン高原におけるシリア軍の攻撃と歩調を合わせて、渡河は戦術的奇襲を実現し、成功した。その後の、イスラエル軍の予備兵力による反撃は不成功に終わった。10月10日には、前線近辺における戦闘は小康状態となっていた。エジプト軍は塹壕を築き、運河の西岸から対空防御を提供する自軍の地対空ミサイルの射程に留まりながら、イスラエル軍を消耗で弱体化させることを望み、一方でイスラエル軍はもっぱらゴラン方面のシリア軍に対して主な努力を傾け、打撃を被った部隊を再編することに注力した。イスラエル軍の失敗は、シュムエル・ゴネン少将からハイム・バーレブ中将への南部方面軍司令官の交代に繋がったが、ゴネンも後者の補佐役として留まった。
エジプト大統領サダトが配下の上級指揮官連からの抗議に遭いながら、シリア軍に対するイスラエル軍の圧力を緩和させるべく、シナイ山系の戦略的要害地を占領する目的での攻勢を命じて、状況が変化した。結果としての攻勢は計画において拙劣であり、実行において不適切で、遂にはエジプト軍が大きな損害を蒙り、何らの目標を達成することもなく終わった。これでイスラエル軍に、反攻発動の主導権がもたらされた。
10月14日、エジプト軍の攻勢を受けて直ちに、イスラエル軍参謀総長ダビッド・エラザールはテル・アビブでの会合で、イスラエル内閣へスエズ渡河作戦の概略を提示した。エラザールは作戦の軍事的、また政治的利点と、補給路を脅かされた際に東岸のエジプト軍部隊に起こることが予想される崩壊を強調した。エラザールは内閣からの一致した支持を得た。同日のその後、バーレブはアブラハム・アダンにアリエル・シャロン、カルマン・マゲンの各少将という、上級士官やシナイ戦線の主たる師団指揮官が同席する会合を主催した。バーレブは渡河作戦を10月15日から16日にかけての夜半に開始するという決定をイスラエル軍士官連に伝え、任務や責任を各師団指揮官に割り当てた。

## 「アビレイ・レブ」作戦

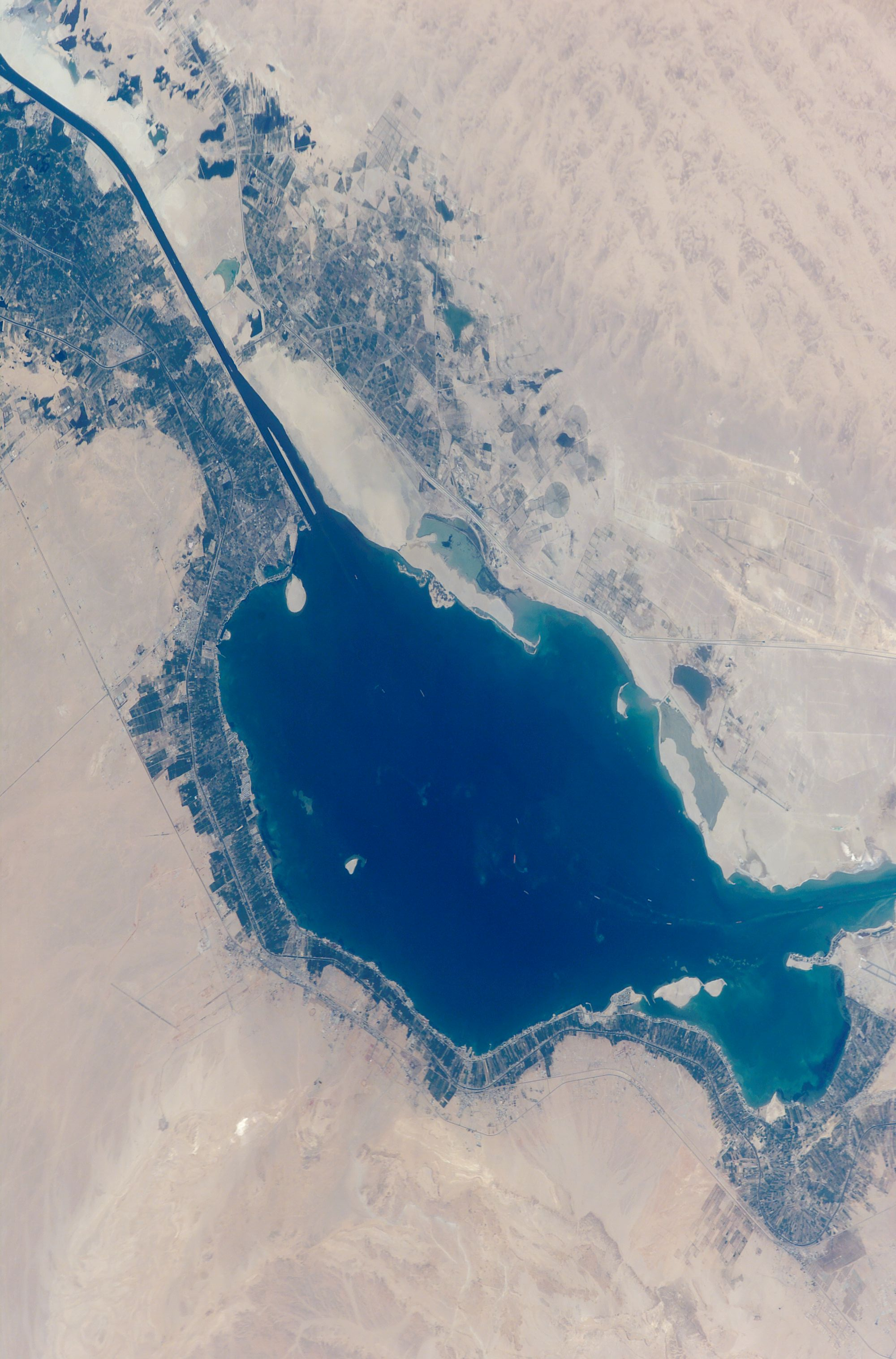
グレートビター湖の衛星写真（原画像を回転処理したもの）。（2002年）

イスラエル軍の渡河のために案出された計画、「アビレイ・レブ」（ヘブライ語で「豪胆なる者たち」）作戦によれば、定められた横断地点はスエズ運河のグレートビター湖の北端、デベルゾアルの近くであった。イスラエル軍はデベルゾアルへの主道路を通行可能とし、渡河地点の北5キロ（3.1マイル）に渡って広がる回廊部分（「置き場」として知られた）を確保する必要があった。次いで空挺部隊と機甲部隊が運河を渡り、5キロ（3.1マイル）の深さの橋頭保を築き、その後に数本の橋が築かれ、その中の少なくとも1本は10月16日の朝までには運用可能とされる。そしてイスラエル軍は西岸へ渡り、南方と西方へ攻撃を行い、スエズ市に至ることが終局の目標であり、このようにして東岸のエジプト軍2個師団を包囲し孤立させる。南部方面軍司令部は橋頭保の構築に24時間、そしてイスラエル軍部隊がスエズ市に至るまでに24時間を割り当て、後者の目標は遅くとも10月18日にはイスラエル軍の支配下に入ると見込まれた。アビレイ・レブ作戦の遂行が計画と予定から逸脱してゆき、また時間配分が相当に楽観的、かつ極度に非現実的であった様相が、じきに示されることとなる。

### 戦闘序列
アリエル・シャロン少将の第143機甲師団は、回廊を開いて架橋するという肝要な任務を受けた。彼の師団にはツビア・ラビブの第600機甲旅団、アムノン・レシェフ大佐の第14機甲旅団、そしてハイム・エレツ大佐が指揮する「ハイム」旅団が含まれた。アブラハム・アダン少将の第162機甲師団は、運河を渡り配下の戦車300輌をもって包囲を完成させる任務を負った。この師団にはナトケ・ニル大佐の第217機甲旅団、ガビ・アミール大佐の第460機甲旅団、そしてアリエ・カレンの第500機甲旅団が含まれた。1個空挺旅団が戦闘の進行中に、アダンの師団へと転属することになっていた。カルマン・マゲンの第252機甲師団は、まずデベルゾアルにおけるシャロンの作戦から注意を逸らすため、いずこか別の場所に陽動攻撃を仕掛けることになっていた。その後に当師団は、回廊と橋頭保を掌握し保持するというものであった。
当地域のエジプト軍は、第2軍の南側側面部を構成していた。イブラヒム・オラビイ准将が指揮する第21機甲師団、そしてアブド・ラブ・エル・ナビ・ハフェズ准将が指揮する第16歩兵師団がその部隊であった。当師団の指揮官であることに加えて、ハフェズは自らの師団の前進基地内にいた、第21師団を含む部隊をも指揮した。オラビイの部隊はサイェド・サレー大佐の第1機甲旅団、オトマン・カメル大佐の第14機甲旅団、タラート・ムスリム大佐の第18機械化旅団を含むものであった。ハフェズの第16歩兵師団は、アブデル・ハミド・アブデル・サミ大佐が指揮する第16歩兵旅団、また第116歩兵旅団と第3機械化旅団を含んだ。

### 戦闘の地勢と、部隊の展開

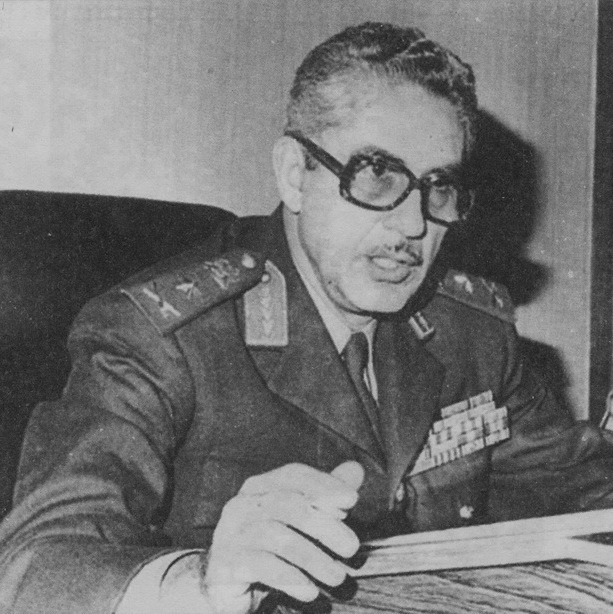
戦闘の間、第16歩兵師団の橋頭保において全エジプト軍部隊の指揮を執った、アブド・ラブ・エル・ナビ・ハフェズ准将の戦後の写真（撮影当時は中将）。10月18日にイスラエル軍の砲撃の破片で負傷し、配下の参謀長が後を引き継いだ。（1973年頃）

2本の主な道路がデベルゾアルに通じていた。1本目がタサ・テル・サラム街道で、イスラエル軍は「アカビシュ」のコードネームを付加した。この道はアーティレリー街道（運河の15キロ（9.3マイル）東側を、南北に走っていた）をレキシコン街道（運河のすぐ東側を、南北に走っていた）と接続していた。レキシコンとアカビシュの交差点は、グレートビター湖近くでデベルゾアルから6キロ（3.7マイル）南のテル・サラームに面し、そこにラケカン要塞（バーレブ防衛線の一翼）が位置していた。「ティルツール」のコードネームを付加された2本目は、アカビシュの北側を通っていた。こちらもアーティレリーとレキシコンを接続していたが、「置き場」への直通路でもあった。レキシコンとティルツールの交差点はマツメド要塞に面していた。500メートル（1,600フィート）の距離を置いた2つの拠点からなるこの要塞は、10月9日に小規模な強襲部隊が占拠しており、一方でラケカン要塞では10月8日に、戦闘もなく退避が行われていた。両要塞の重要性は、それらがレキシコン・アカビシュとレキシコン・ティルツールの各交差点を抑えている点にあった。しかしながら両要塞は、第2軍と第3軍の間にある35キロ（22マイル）の長さの、緩衝目的とされた地帯内にあった。いずれもグレートビター湖という天然の障害に隣接しており、またその大部分はエジプト軍の対空ミサイルの射程範囲外に位置していたので、防衛の必要はないと考えられていた。かくして当地域のエジプト軍指揮官は、自らの防衛網を南方へ拡大しない方を選び、それらを占拠されないままにしていたのであった。エジプト軍が両要塞の占拠と防衛を怠ったことが、イスラエル軍を「豪胆なる者たち」作戦で大いに助けることになった。
レキシコン・ティルツールの交差点のすぐ北側が、アル・ガラアの村落であった。1967年の六日間戦争に先立って、当村落は農業計画の地となっていた。この農業用地には数本の灌漑用の溝、そして日本製の分野向け機械類が備えつけられていた。シナイ半島がイスラエルの占領下に入ると、イスラエル軍兵士は機材の漢字を見て、軍用地図上で当地に「中国農場」の名称をつけた。中国農場のすぐ北と北西は、イスラエル軍のコードネーム「ミズーリ」として知られた丘陵の一塊であった。バドル作戦の間に、アル・ガラアと中国農場は第16歩兵師団が構築した橋頭保の中に含まれた。アブデル・ハミドの第16歩兵旅団がこれらの地点を占領し、防衛していた。最初の渡河に参加した後、旅団は師団の他部隊とともに、10月9日のツビア・ラビブの旅団からの攻撃に直面した。イスラエル軍は当初には多少の前進を達成したものの、結局は撃退された。第16師団の橋頭保の内部に、同様に10月13日時点で位置していたのが第21機甲師団であった。その各部隊は橋頭保の中央部、そして北部に位置を取っていた。第14機甲旅団は渡河に関わっており、また第1機甲旅団とともに10月14日のエジプト軍の攻勢に参加した。結果として、稼働可能な戦車戦力の半数を喪失していた。その後において、オラビイの再編成と機甲部隊の損失への埋め合わせの努力は、頻繁な砲撃の集中とまた空爆によって妨げられた。10月15日には、エジプト軍の橋頭保には136輌の戦車が存在し、オラビイの各旅団の間で不均一に分散されていた。66輌が第1機甲旅団に、39輌が第14機甲旅団に、そして31輌が第18機械化旅団に属していた。大きな損失にもかかわらず、橋頭保のエジプト軍戦力はレシェフの戦力を数において凌いでいた。
10月15日の早朝に、アダンは配下の師団を渡河準備のため、北の位置からタサの西の集結地点へと移動させた。シャロンの師団はシナイ戦線への到着以降、渡河用の装備や橋とともに、10月13日から中央地区に存在した。シャロンは自らの司令部を、運河の40キロ（25マイル）東にあったタサに置いていた。

### イスラエル軍の計画と、当初の機動

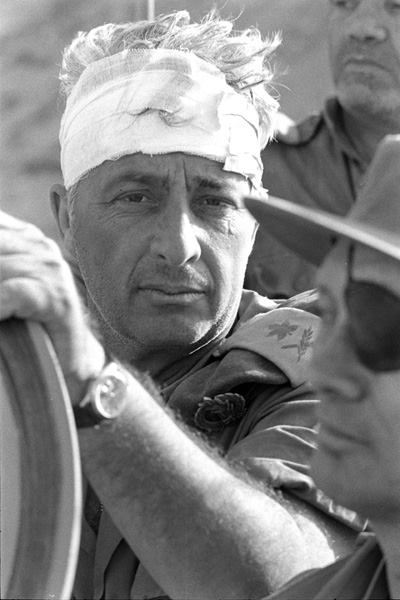
イスラエル軍第143予備役機甲師団の指揮官、アリエル・シャロン少将。手前はモーシェ・ダヤン国防相。（1973年頃）

10月14日の遅くにバーレブから命令を受けた後、シャロンは作戦準備のため自らの司令部に向かった。配下の師団はツビア・ラビブの旅団、アムノン・レシェフ大佐の第14機甲旅団、そしてハイム・エレツ大佐が指揮する「ハイム」旅団を組み込んでいた。ダニー・マット大佐が指揮する第243空挺旅団が当師団への配属となっていた。
ラビブの旅団が東から攻撃し、エジプト軍の注意をデベルゾアルより逸らすという計画を、シャロンは立てた。エレツは組み立て済みの移動橋をデベルゾアルの渡河地点に輸送する任務を負い、また配下の1個戦車大隊は空挺部隊に同道することとなった。レシェフ大佐は他の何にもまして重大な任務を託された。ゆえに彼の旅団は、4個機甲大隊と3個機械化歩兵大隊、加えてヤオブ・ブロム中佐が指揮する師団の偵察大隊を組み込んで、大幅に増強された。彼の旅団は10月15日の6時にアカビシュ道路の南で方向転換の機動を行い、砂丘を突っ切ってラケカン要塞へ達し、その後に北へ向かいマツメド要塞を占拠することになっていた。それからレシェフの旅団は2手に分かれ、アカビシュとティルツールの各道路を掃討し、中国農場を確保して、一方で渡河地点を占拠しマットの旅団を待つというのであった。追加の戦車中隊と機械化大隊を含んだマットの空挺旅団は、アカビシュ沿いに南西へと移動してマツメド要塞へ到達する。そこからさらに「置き場」へ向かい、23時にゴム製のボートと戦車用の筏を利用して運河を渡るということであった。
ダニー・マットの旅団は10月15日の16時30分にタサへの移動を開始し、次いでアカビシュにおいて東方に進路を向けた。道路は大いに混雑しており、旅団の進行を非常に遅々たるものとした。真夜中の少し過ぎに、旅団はアカビシュを逸れて西方の、長さで700メートル、幅で150メートルあり、防御用の砂壁で囲まれている地域であった「置き場」へと進んだ。この地は当戦争のかなり以前に設けられていた。
レシェフは配下の旅団を計画通りに移動させ、あらかじめ発見されていた間隙へ妨害もなく入り込んだ。偵察と空挺の合同部隊を運河に残しておいて、計画の渡河地点の側面を確保し、また背後からアカビシュとティルツールの各道路を、後続の架橋装備のために空けるべく、北と西へ配下の戦車群を派遣した。彼はラケカンとマツメドの要塞を、抵抗もなく占拠した。レシェフはシャロンへ、両要塞が制圧下にあり、アカビシュは空いていると知らせた。次にはシャロンが南部方面軍司令部へこのような成功を知らせて、作戦がかくも順調に滑り出したことを嬉しがるイスラエル軍指揮官連の間に、歓喜の波を引き起こした。

## 戦闘

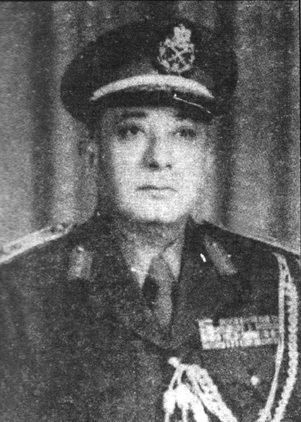
エジプト軍第16歩兵旅団の指揮官、アブデル・ハミド・アブデル・サミ大佐。10月15日から16日にかけての夜、彼の部隊が主として、戦闘を通じてイスラエル軍の攻撃の矢面に立った。（1973年頃）

ダニー・マットは渡河地点とその周囲にエジプト軍部隊はいないと知らされていたものの、慎重を期して配下の戦車中隊に対し、レキシコン・ティルツール交差点へ出動して、交差からわずか800メートル（2,600フィート）南の渡河地点に向けたエジプト軍の動きに何であれ対抗するよう命じた。当中隊はエジプト軍第16旅団配下の歩兵部隊に待ち伏せ攻撃を受けて、完全に一掃された。マットが知らないままに、中隊指揮官は戦死し、配下の大半が死傷した。その間にイスラエル軍各砲兵中隊は、西岸の上陸地点へ砲撃を開始し、およそ70トンの砲弾や兵器を送り込んだ。実際には、対岸にエジプト軍は全く存在しなかった。遂に渡河が1時35分、予定から5時間以上遅れて進行した。9時には2,000名の空挺部隊員が、30輌の戦車を備える1個大隊とともに渡河を果たした。イスラエル軍は西岸のエジプト軍対空ミサイルを攻撃する急襲部隊を派遣するとともに、4キロメートル（2.5マイル）の深さの橋頭保を、抵抗に遭うこともなく確保した。
ツビア・ラビブの機甲旅団は、第16師団の橋頭保に対する陽動攻撃を10月15日の17時に開始し、準備砲撃の後に橋頭保の中央部を東から襲った。予想されていた通りにエジプト軍に撃退されたが、目論見は上手くいった。第16師団の南側面が増大するイスラエル軍の攻撃に晒されると、エジプト軍はイスラエル軍の目的が第2軍の右側面を突いて包囲する点にあり、イスラエル軍部隊が運河を渡るために西岸への回廊を開くものではないと想定した。続く24時間に渡って、以上がエジプト軍各指揮官の総体的な見解であり、それに基づいた対応を行った。もっと早期にイスラエル軍の真の意図に気づいていれば、軍部隊がより大規模であったこと、またデベルゾアル地区の近傍、スエズ運河の東岸・西岸にいた援護部隊に照らして、ほぼ確実にイスラエル軍の作戦を打ち破ることができていたであろう。

### レキシコン・ティルツール交差点

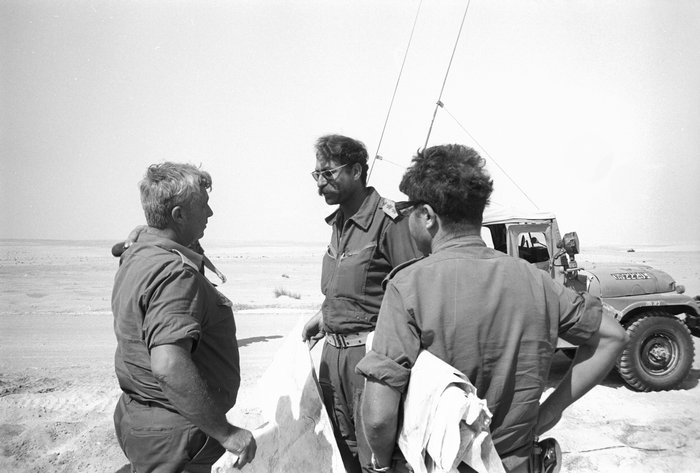
イスラエル軍第14機甲旅団を指揮し、「中国農場」と渡河地点を確保する任務にあたったアムノン・レシェフ大佐（中央）と、師団長アリエル・シャロン（左）。（1973年10月）

空挺部隊員が渡河準備を行う中、レシェフはエジプト軍歩兵部隊がアカビシュを、自らの通過後ほどなくして再び封鎖したと知らされた。彼は1個機甲大隊を道路確保のために派遣し、残りの3個機甲大隊と3個機械化大隊は北方への行軍、そしてティルツールと中国農場の占拠に充てた。
アブデル・ハミドのエジプト軍第16旅団で右側面を構成していた1個歩兵大隊が、レキシコン・ティルツール交差点を防衛する位置にいた。当初、レシェフは2個機甲大隊をレキシコン沿いに北へ派遣した。イスラエル軍の戦車群が歩兵大隊に接近すると、対戦車兵器による激しい攻撃に遭遇した。この交戦で27輌の戦車を失ったもの、7輌のイスラエル軍戦車がレキシコン上で大隊陣地の最西端を突破しおおせて、アル・ガラアへと北進した。それに応じて、アブデル・ハミドは戦車追跡のための分隊を――RPG-7携帯ロケット弾やRPG-43手榴弾で武装した10名からなる各集団であった――アル・ガラア周辺に展開し、突破した戦車群を撃破するよう命じた。また、歩兵大隊を補強するために1個戦車中隊を派遣した。
夜半に、レシェフは配下の残余部隊とともに運河の岸辺に沿って北へ移動した。第16旅団の陣地を迂回し、イスラエル軍はほどなくして、大規模な管理区域と車輛留めの只中にいることに気づいた。レシェフの旅団は、エジプト軍第16師団と第21師団の司令・補給拠点に入り込んでいた。イスラエル軍の攻撃は、防衛が最も弱かった南方からではなく、最大限に強固であった東方から行われると見込まれており、それに対して最も安全との見立ての下で、当拠点は運河の近くに置かれていた。両陣営が直ちに発砲を開始し、はずみで補給用トラックや対空ミサイル発射装置の破壊に繋がった。エジプト軍は第21師団の傘下部隊からなる反撃を何とか組織した。第14旅団の1個大隊と第18旅団の1個大隊（1個中隊を欠いていた）であった。戦車群がイスラエル軍を撃退し、そちらの方は大きく規模で上回った対手の部隊から重大な損害を被った。

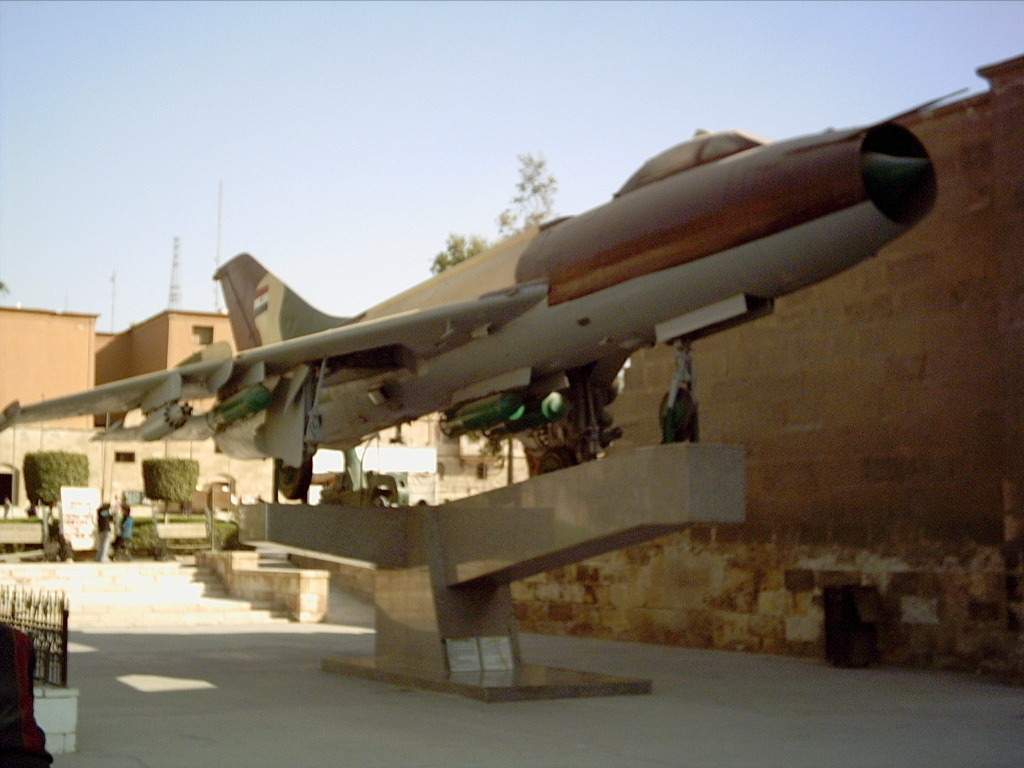
カイロのエジプト軍事博物館に展示されている、エジプト軍のSu-7BMK戦闘爆撃機。（2009年）

エジプト軍第16歩兵師団の指揮を執るハフェズ准将は、第18機械化旅団から当編成の一部であった戦車大隊を当師団の予備兵力に充てるため外しつつ、第16歩兵旅団のすぐ背後で中国農場の北側の防衛線を占めさせて、南方からのイスラエル軍の攻撃を封じ込める計画を考案した。第1機甲旅団はラテラル道路と運河の間で、第18旅団の右側面に位置を占めるべく、南方へ移動した。旅団が到着すると、アル・ガラアにおいてレシェフの旅団配下のイスラエル軍機甲部隊と交戦した。エジプト軍機甲部隊は、15輌の戦車と数台のハーフトラックを撃破した。13時頃、エジプト軍のSu-7戦闘爆撃機群が出撃し、アル・ガラア村落上空での地上攻撃作戦で多数のイスラエル軍戦車を撃破した。第1旅団は14時に、戦車1個大隊をもって側面を衝こうとする左翼側への試みを迎え撃ち、攻撃を遮って10輌の戦車を撃破した。10月16日の交戦の間に、エジプト軍第21師団はイスラエル軍の頻繁な航空攻撃や砲撃弾幕に晒されながら、50輌以上のイスラエル軍戦車・装甲車両の撃破に成功した。第1旅団は戦果のほとんどを記録し、一方で損失はより些少であった。
一方でレシェフ配下の各機械化大隊の中で、ナタン・シュナリ少佐に指揮される1隊が、中隊規模となっていた第40戦車大隊の残存戦力で、それまでの大隊指揮官の負傷後にギデオン・ギラディ大尉が指揮を執っていた部隊を増強した。シュナリはレキシコン・ティルツール交差点を占拠するよう命令された。彼はその戦車中隊を先行で送り出し、そちらの方は当初、エジプト軍部隊の姿なしと報告してきた。シュナリは6台のハーフトラックに搭乗した歩兵部隊を派遣した。到着した彼らは、戦車中隊が既に撃破されており、ギラディが戦死したことを知った。すぐに車両群は、前進を止める激しい砲火に見舞われた。部隊指揮官が死傷者発生を報告し、シュナリは配下の大隊の残存部分へ、動きが取れなくなっている味方を援護するよう命じた。歩兵部隊を救出する試みは失敗し、交差点を防衛するエジプト軍大隊は旅団の砲兵隊の支援を受けて、当地域に大規模な火力を向けた。エジプト軍守備隊は、準備を整えていた「殲滅地帯」においてイスラエル軍を捉えることに成功したのであった。配下の部隊が援護を欠いて殲滅される危機に晒され、シュナリは配下の兵力の一部を再編成し、車両に乗って当地域からの退避に成功したが、最初に交差点へ送り込まれた歩兵部隊のハーフトラックは釘づけのままであった。
レシェフは歩兵救出のため、新たな戦車中隊を送り出した。戦車群は南方から中国農場へと進んでいった。農場と村落に近づくと、対戦車兵器と砲撃が降り注いで中隊に後退を余儀なくさせた。ナタン・シュナリはレシェフに追加の支援を派遣するよう要請を続けたが、相手がエジプト軍第16・第21師団の管理区域に入り込み、優勢なエジプト軍部隊に直面していることは知らなかった。支援が到来せず、部隊指揮官は重機関銃を装備した2分隊に部隊を援護する任務を与えて、配下に負傷者を運ばせ、戦場からの離脱を試みた。イスラエル軍がゆっくりと自らの戦線へ戻るところを、エジプト軍戦車の一群が遮断し、イスラエル軍部隊を一掃した。
一大災厄にもかかわらず、レシェフは依然として交差点を占拠する決意を固めたままであり、師団の偵察大隊へ自らの旅団へ加わるよう任務を課した。エジプト軍が南方と東方からのさらなる攻撃に対して準備していたところ、奇襲を成し遂げるため、当大隊は移動して3時に西方からの攻撃に出た。イスラエル軍が攻撃する中、ヤオブ・ブロム中佐がエジプト軍陣地からわずか30メートルの地点で戦死し、配下大隊の襲撃を中断させた。イスラエル軍は損失を被ったものの、後退には成功した。ほどなくして、10月16日の4時に戦車の1個中隊が交差点を攻撃したが、3輌の戦車を失った後に退却した。
10月16日の4時時点で、97輌の戦車をもって作戦を開始していたレシェフの旅団は、12時間の戦闘で56輌を失っており、41輌のみが残されていた。渡河地点の占拠自体は容易に達成されたものの、頑強な抵抗が残されたレシェフの目標、すなわち運河への道を開き回廊を確保することを妨げていた。レシェフの戦力は、正午には戦車27輌にまで減少することになる。全体として、シャロンの師団は当夜におよそ300名の戦死者、そして1,000名の負傷者を出した。レシェフの回廊確保を支援するため、シャロンは18時に2個戦車大隊を追加で供給し、彼の配下の数を81輌にまで増加させた。
交差点と中国農場の間で激しい戦闘が起きているとの報告を聞き、モーシェ・ダヤン国防相はマットの旅団の撤退と作戦の中止を提案した。空挺部隊員が殲滅の危機に晒されているとの懸念を口にし、橋のために回廊を開く試みが全て失敗したと言及した。ゴネンは提案を拒み、「このようなことが起こると事前に判っていれば、渡河作戦を開始することはなかったでしょうが、今や渡河を果たしたのですから、あくまでやり遂げることにしましょう」と述べた。バーレブはゴネンに同意し、ダヤンは自らの提案に拘らないことを決めた。6時頃にゴルダ・メイア首相がダヤンへ電話をかけ、状況を尋ねた。ダヤンは彼女へ、橋がまだ架けられておらず、エジプト軍がデベルゾアルに通ずる道路を封鎖したと知らせた。エジプト軍の抵抗が克服され、朝の間に架橋がなされる点に大きな望みがあるとも述べた。ダヤンはまた、マットの空挺旅団が抵抗に遭うことなく西岸へと渡っており、また南部方面軍司令部は現状で、例え架橋作業が遅れていても旅団を引き揚げる意向はないとも告げた。

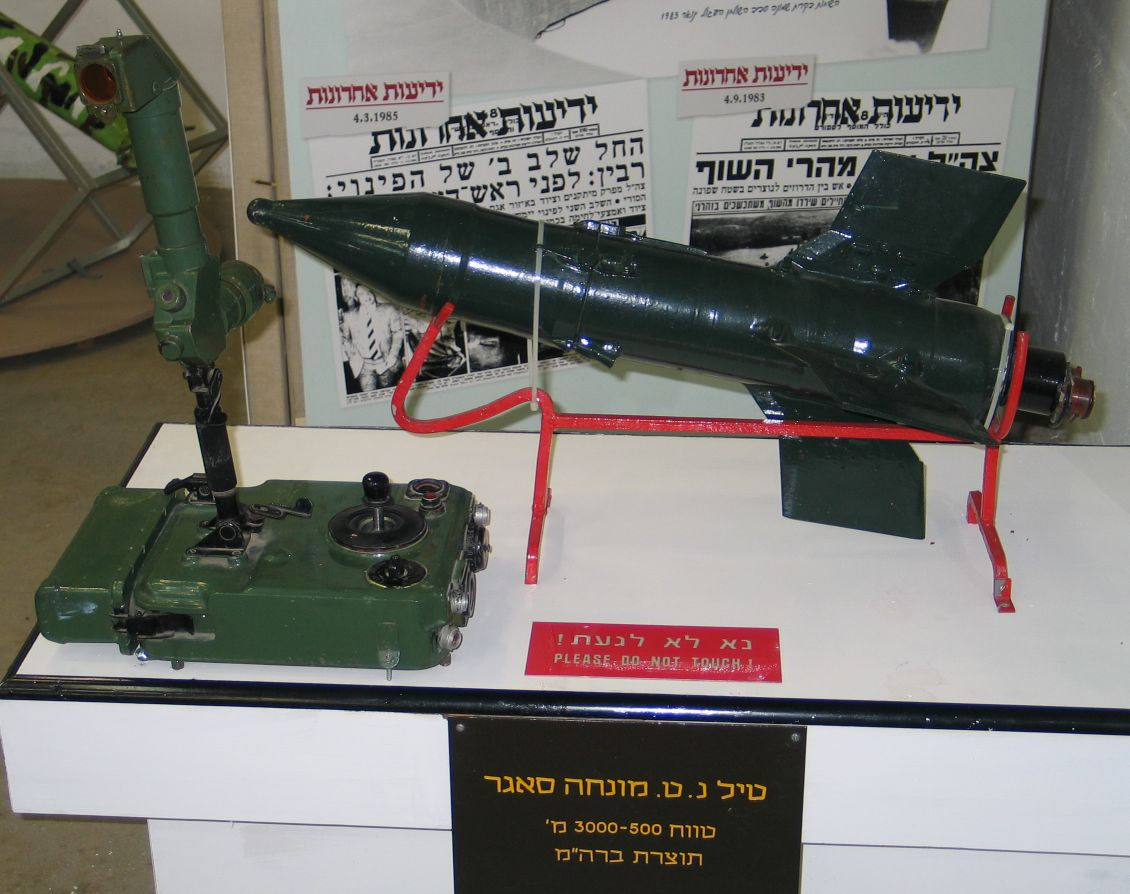
テル・アビブのイスラエル国防軍歴史博物館に展示されている、AT-3サガー・地対地ミサイル。（2005年）

夜明け後ほどなくして、レシェフは丘の上から戦場の偵察を行った。車体隠蔽位置を取るエジプト軍戦車、そしてたこつぼ壕、あるいは中国農場の現在は乾いている灌漑溝に位置する歩兵で構成された、交差点を守るための強固な阻止陣地をエジプト軍が築いているさまを彼は眼にした。歩兵は第16旅団の右翼側大隊であり、無反動ライフルやRPG-7、そして手動誘導型ミサイルのAT-3・サガー数機による援護を受けていた。エジプト軍はレキシコン道路の両側に地雷を敷設しており、それによって自らが配下の戦車数輌を失ったことをレシェフは悟った。
レシェフは戦術の変更を決意した。自らが第40機甲大隊について、前夜の戦闘から回収して修理した戦車群で増強して指揮し、戦車1個中隊と歩兵1個中隊が南から北へと攻撃を行う間に、側面からエジプト軍陣地に打撃を加えるため、西方から――運河の方向から――攻撃行動に入った。レシェフの部隊は長い距離を置いてエジプト軍と交戦し、遠方から防御陣地を狙い撃ち、一方で交差点に進むため、射撃と移動を交互に行った。守備する歩兵大隊はうち続く戦闘に消耗し、また深刻な弾薬の欠乏に苦しみ、ほどなくして撤退し、遂にイスラエル軍に交差点の占拠を許した。
その間に新たな難題が浮上していた。シャロンは南部方面軍司令部へ、エレツの旅団に牽引されている移動橋の一部分が損傷しており、工兵による修理に数時間を要すると連絡した。またレシェフの旅団が直面する強固な抵抗に触れて、回廊の確保を支援するため追加の戦力を求めた。シャロンの報告はバーレブに、配下の師団をもって回廊を開くため準備するようアダンへ警戒態勢を促すこととなった。アダンの師団が筏で運河を渡り、橋を待たずにアビレイ・レブ作戦を進めることに、シャロンは賛意を示した。ゴネンとバーレブの両者とも、運河へ向けて確保された回廊がなければ西岸のイスラエル軍部隊が包囲の危険に晒されるであろうとして、シャロンの提案を退けた。次いでバーレブは、架橋がなされるまでは、イスラエル軍の部隊や装備はこれ以上の西岸への渡河を行ってはならないと命じた。
増強部隊を受領して、レシェフはティルツール道路の掃討に専念した。およそ30輌の戦車を備えた1個大隊を交差点と中国農場西側との間に残して、シャロンが供給した2個機甲大隊による攻撃を準備した。第16歩兵旅団の左翼側面を形成するエジプト軍大隊が守っているティルツール道路の箇所へ、彼は注力した。レシェフ配下の1個大隊が北東から、別の1個大隊は西から攻撃を行った。エジプト軍大隊はミズーリの丘陵上の戦車や対戦車兵器からの攻撃で支援されて、進撃の阻止に成功し、レシェフに攻撃を打ち切らせた。
この最新の試みが、レシェフの旅団を絶望的な状況に置いた。残存の戦車は27輌で、弾薬や軍事物資が不足し始めていた。レシェフはシャロンへ、配下部隊を再編成し、戦闘能率を回復させるため、旅団をラケカン要塞まで引き揚げる許可を求めた。

### イスラエル軍の増強
予想外のエジプト軍の抵抗が、南部方面軍司令部に計画の変更を余儀なくさせた。アダンの前進指揮所を訪問したゴネンは、「シャロンは我々の期待に背いている」と言及し、浮き橋を運河まで移動させる任務をアダンに託した。アダンは橋を配置するため、アカビシュとティルツールの両道路を掃討する準備を行っていたところであった。ゴネンはシャロンにアダンへの新たな命令を知らせて、シャロンに中国農場と、また農場や運河の近傍のエジプト軍陣地を奪取する任務を託した。配下部隊を再編する必要があり、アダンが運河に至る道路を開いたところで農場を奪取するとシャロンは提案し、ゴネンは同意した。ダヤンやバーレブとの後の会合で、ゴネンは架橋がなされるまではこれ以上の部隊が渡河することはないとする後者の言明を繰り返し、状況がさらに悪化するならば、空挺部隊の撤退もありうると付け加えた。
タサの南に集結したイスラエル軍第162師団は、10月16日の夜明け以降、運河を渡るため待機していた。師団は運河へ向けて進んだが、その動きは運河に至る道路の大規模な渋滞で妨げられた。アカビシュが封鎖されていることを悟ったアダンは、戦車大隊へ方向転換機動を行い、砂漠を横断してデベルゾアルへ到達するように命じた。そちらが到着すると、シャロンはアダンに接触し、レシェフの困難な状況を説明して、当の大隊を自分の指揮下に置くよう求めた。アダンはこれを受け入れ、シャロンは代わりに、後退して再編成し、自らの旅団を戦車大隊に置き換えるというレシェフの求めを受け入れた。
新たな命令を受けた後、アダンはアブデル・ハミドのエジプト軍第16旅団に対峙する一連の陣地を占拠すべく、配下の師団を移動させた。アダン配下の1個機甲旅団は南部方面軍司令部の下に、予備兵力として置かれていた。ティルツールを塞いでいるアブデル・ハミドの左翼側歩兵大隊は、西方へ攻撃を仕掛けるイスラエル軍戦車を撃退し、道路を開くアダンの試みを阻んだ。歩兵の援護なくしては、エジプト軍陣地の突破は高い代償を伴うとアダンは悟った。しかしながら14時、南部方面軍司令部はアダンに、スエズ湾のラス・セドルから運河の80キロ（50マイル）東のレフィデムにヘリコプターで輸送された第35空挺旅団を、間もなく彼が受領すると知らせた。当の旅団はバスで運河へと進み、アカビシュ道路の渋滞で大いに遅延を喫した。アダンは部隊到着を夕暮れのかなり前と見込んでいたが、旅団指揮官のウジ・ヤイリ大佐の到着は22時になってからであった。旅団の残りはじきに、バスが完全に立ち往生した後に、ヘリコプターで運ばれて到着した。

### 空挺部隊の奮闘
アダンはウジ・ヤイリと、アダンの以前の指揮所で会見した。アダンは簡潔に状況を説明し、短時間の議論でヤイリは計画を練った。彼はアカビシュとティルツールを掃討する任務を受けた。23時30分、空挺部隊は移動を開始し、イツハーク・モルデハイ中佐が指揮する大隊が進軍の先鋒を務めた。ヤイリは切迫感をもって行動しており、十分な情報を待つこと、あるいはエジプト軍の防衛網を適切に偵察することなしに行動に移ることを決めていた。配下の部隊は射弾観測員を欠いており、その到着を待つよりも、空挺部隊が第162師団の指揮通信系に砲撃支援を要請することで合意がなされた。旅団は機甲部隊の支援なしに行動していた。

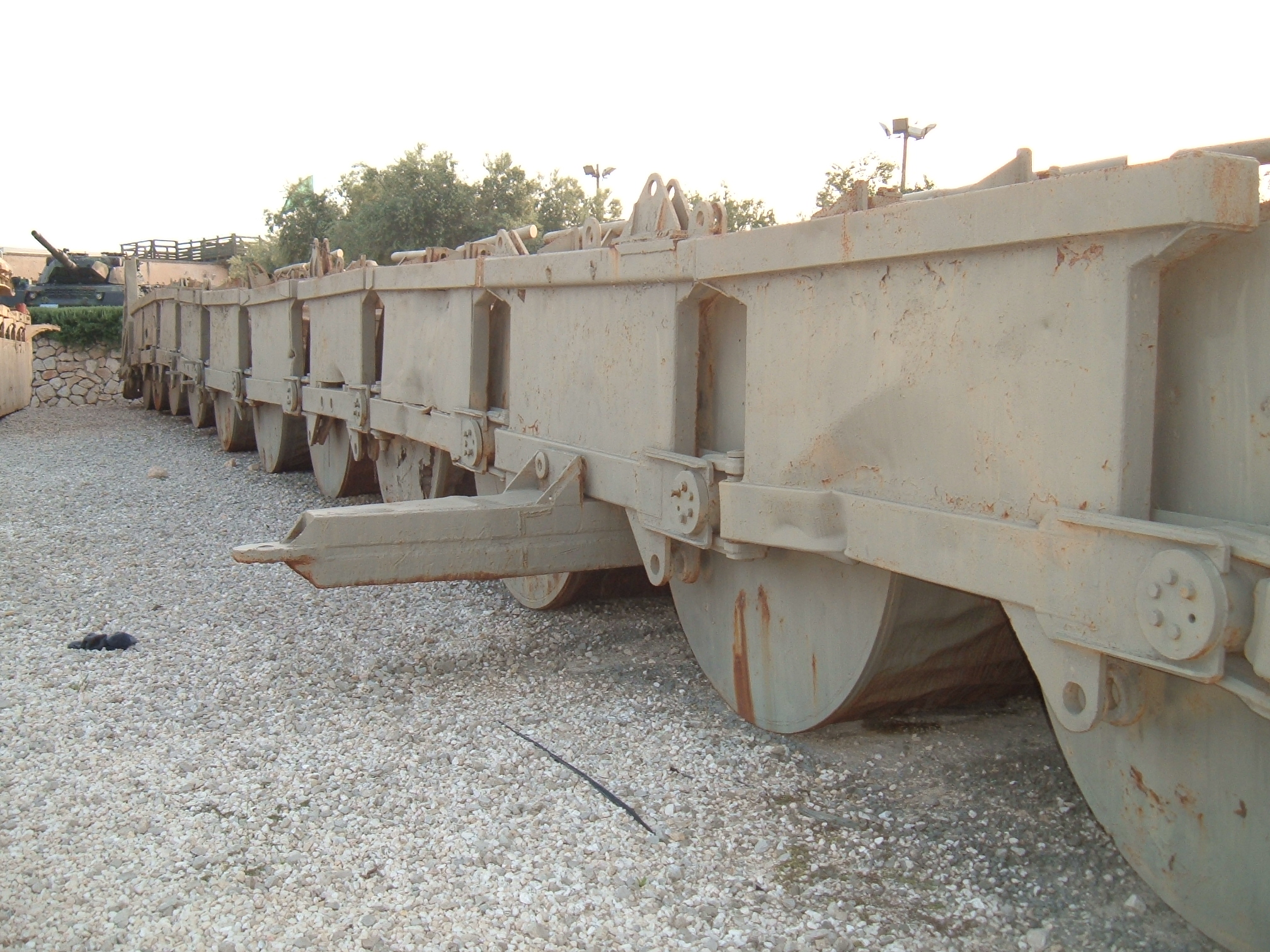
迅速に運河へ持ち出せるよう設計されていた、イスラエル軍の「移動橋」。中国農場での戦闘により、浮き橋が既に展開された後にようやく、この橋が運河へ到着することになった。（2006年）

しばらくの後に、モルデハイの大隊はティルツールとアカビシュが最も接近している、両者の間隔が2キロ（1.2マイル）を越えない地帯に到達した。2時45分頃、彼らはティルツール周辺に位置する、アブデル・ハミドの左翼側大隊と接触するに至った。当大隊は空挺部隊へ効果的な砲撃を行い、相手の方は塹壕に陣取ったエジプト軍歩兵から、機関銃と小火器による激しい銃撃をも浴びた。空挺部隊は、エジプト軍の戦線から数メートル以内の突出地点にあった機関銃座を襲撃しようと試みた。空挺部隊の各中隊は散開したものの、防衛線への到達では失敗を繰り返した。イスラエル軍の砲撃は効果を発揮しなかった。エジプト軍歩兵部隊は空挺部隊の動きを封じ、側面を衝く試みを妨害することができた。大半の中隊・小隊指揮官が戦死するか、あるいは負傷した。アダンはヤイリに、旅団の戦線を狭めて、代わりにアカビシュを開くことに専念するよう命じたが、先鋒の空挺大隊は激しい砲火の下におり、動くことは不可能であった。
夜明けが近づき、アダンは暗闇の中の残り数時間で浮き橋を運河に持ち込めなければ、丸1日が運河に掛け渡された橋なしに過ぎることとなり、また陽光の下では、空挺部隊はさらなる死傷者を出すであろうと悟った。3時、彼はハーフトラックの1個中隊をアカビシュ偵察のため送り出した。30分後、当中隊は何らの抵抗にも遭うことなく渡河地点へ到着したと伝えた。空挺部隊と戦うエジプト軍大隊はティルツールのイスラエル軍に全ての注意を向けており、アカビシュでの動きを見ていなかった。欠けがえのない浮き橋をアカビシュ経由で運河へ送り込むという、危険を背負った決定をアダンは下した。イスラエル国防軍のD9ブルドーザーが残骸や破片を道路上から片づけ、そしてイスラエル軍はラケカン要塞に到達し、次いで北に方向を転じて、遂に渡河地点へ到着した。直ちに橋の建設作業が、第143師団の工兵によって開始された。
夜明けにヤイリは、空挺部隊がここまでエジプト軍前線への到達に成功していなかったことから、配下の旅団を後退させるためアダンからの承認を求めた。ゴネンは求めを却下し、負傷者のための後送のみを認めた。バーレブがアダンをその指揮所に訪問して、空挺部隊の状況の深刻さを悟った後に、これは取り消された。1個機甲大隊が空挺部隊の援護任務を託されたものの、彼らを発見できなかった。空挺部隊は自分たちの位置を特定するため赤色の煙を上げたが、これが裏目に出て、エジプト軍も煙を見つけて正確な砲撃を彼らに向け、さらなる死傷を強いた。戦車群が防衛線を襲ったが、損害を被って後退した。剥き出しでの撤退は達成不可能であることが明らかとなった。装甲兵員輸送車（APC）とハーフトラックが、空挺部隊と負傷者を運び出すために持ち込まれた――その間中、砲火に晒され続けであった。イスラエル軍はようやく、友軍戦車の援護の下で撤退した。ほとんど間断なく続いた14時間の戦闘で、空挺部隊は多数の死傷者を出し、40名から70名が戦死して100名が負傷した。ヤイリは「敵の防衛力に関する正確な情報なしに、余りに急いて行動に移ったことで、我々は70名の死傷者を出した」と述べることになる。撤退の間に機甲部隊が蒙った損失も、また大であった。

### エジプト軍の撤退
イスラエル軍の各機甲大隊、主にナトケ・ニル、ガビ・アミール、ツビア・ラビブ配下の部隊が、空挺部隊の撤退後もエジプト軍第16旅団との交戦を続行した。イスラエル軍は午前5時から、第21師団の部隊に対して航空攻撃と砲撃を集中させた。エジプト軍は、80輌以上のイスラエル軍戦車が自陣を攻撃していると見積もった。10月17日の7時頃、イスラエル軍の突破を封じ、西岸における橋頭保を破壊するエジプト軍のさらに大規模な動きの一環として、第21師団はイスラエル軍機甲戦力をアル・ガラア村落近傍から駆逐し、マツメド要塞を奪取する命令を受けた。オラビイ
は第18機械化旅団を防衛地点に配して、その戦車大隊を分離しており、また第14旅団はエジプト軍橋頭保の他の部分を防衛していたので、彼は第1旅団へ、残余の戦車53両をもって攻撃を遂行するべく任務を託した。8時に、エジプト軍は航空攻撃と砲撃を当の地区へおよそ15分間に渡って行い、続いて攻撃が開始された。エジプト軍戦車は村落近傍でイスラエル軍機甲戦力を粉砕することに成功し、9時過ぎにマツメド要塞北部の防衛拠点へ、激しい抵抗に遭いながら到達した。しかしながら、イスラエル軍の航空攻撃に支援された地上砲火によって、しばらく後に撃退された。次いでイスラエル軍戦車が反攻に出て、目覚ましい前進を達成した。機甲戦力の戦闘は一進一退の形で21時まで続き、その頃には第1旅団が当初の戦線を回復していた。一方、第18旅団配下の1個機械化歩兵大隊による17時のアル・ガラアへの攻撃は、大損害を出して失敗し、次いで当旅団には10輌の戦車が割り当てられた。イスラエル軍の機甲戦力は農場周辺の灌漑溝を占拠して、その中に身を潜めており、これで防御の位置取りを大いに向上させていた。イスラエル軍の回廊、あるいは橋頭保に向けられたエジプト軍の攻撃は失敗し、大きな損害を出した。
第1旅団は戦車20輌を失った後、33輌のみの戦車を残していた。これで第2軍最高司令部は、10月18日に21輌を保有する1個大隊を北方の第2歩兵師団から移動させ、第16師団の橋頭保において次第に減少する戦車数を増強することとした。当大隊が南方へ移動するところで、多数のイスラエル軍飛行機が隊列を攻撃し、そちらは回避行動を取って東方へと転じ、砂漠の地勢で散開して損失を防ぐことを余儀なくされた。大隊は次いで、第21師団に配属された。
アブデル・ハミドはその間、10月17日の17時30分に、配下の部隊の悲惨な状況を報告した。第16旅団は、3日連続で激しい戦闘を行っていた――弾薬は不足し始め、旅団はその砲兵部隊を殲滅されたことも含む損失により、数においても火力においても大きく劣っていた。アブデル・ハミドは第16師団の司令部から後退の命令を受けた。配下の旅団は中国農場の陣地を放棄し、第18機械化旅団の北にかけての戦線を、10月17日から18日にかけての夜半に増強した。これで遂に、ティルツールとアカビシュの各道路はイスラエル軍部隊のために開かれ、アビレイ・レブ作戦の続行が確実となった。最もミズーリは引き続いてエジプト軍の手中にあり、イスラエル軍の運河に至る回廊に対する脅威となっていた。

## 結果

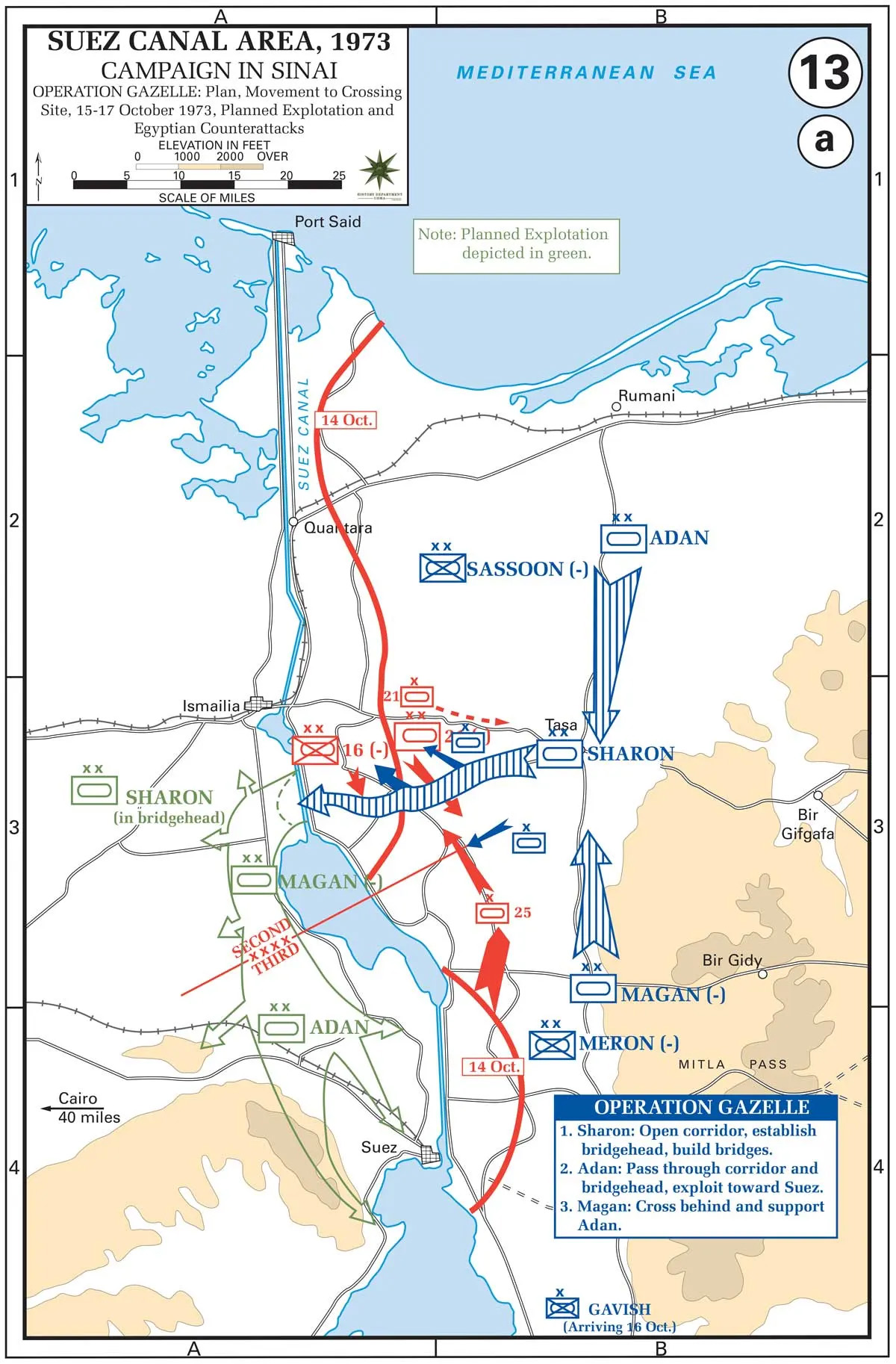
アビレイ・レブ作戦における、イスラエル軍の行動計画。（アメリカ陸軍士官学校・史料部による）

10月17日の16時頃には、浮き橋は完全に構築されており、運河を渡る最初のイスラエル軍の橋が開通した。移動橋は10月18日の夜明け後すぐに設置され、午後にはアダンの師団が西岸へ渡り、カルマン・マゲンの師団がそれに続いた。マゲンの支援を受けたアダンは、国際連合による調停が失敗した後にスエズへ到達すべく進行し、そこでエジプト第3野戦軍の2個歩兵師団を孤立させることになっていた。シャロンもまた配下師団の一部とともに渡河し、同時にスエズ運河へ至るイスラエル軍回廊の防衛と拡大を狙い――また、同様に第2軍を分断するべく試みて、西岸を北方のイスマイリアへ攻撃した。彼の努力は泥沼にはまり込み、イスマイリアへの到達が叶わなかった（イスマイリアの戦いを参照）一方で、東岸の重要な地点を押さえてイスラエル軍の回廊を広げる試みは、ほとんど成功を見なかった。
終局的にはイスラエル軍の勝利でありながら、「中国農場の戦い」はイスラエル軍側参加者の間で際立って悪名高い遺産となり、当戦争において最も苛烈であった戦闘の一つとして――そして、エジプト軍とイスラエル軍の双方が蒙った大損害ゆえに記憶されている。戦闘の終了後に、ダヤンは戦場となった地区を訪問した。同道したレシェフは「死の谷のありさまをご覧下さい」と言った。国防相は自らの面前に広がる大いなる破壊の光景に面食らい、小声で「君たちはここで何をしていたんだ！」と呟いた。後にダヤンは「私は戦争にも、戦闘の光景にも初心者ではないが、あのような眺めを現実にも、絵画にも、最悪の戦争映画においても見たことはなかった。眼が届く限り伸びてゆく、広大な殺戮の地があった」と物語ることになる。シャロンもまた、結果について彼からの心に迫る報告を行う。「まるで、機甲戦力による白兵戦が行われたかのようだった……近づくとエジプト兵とユダヤ兵が並んで倒れ死んでいるさまが見え、兵士たちが炎上する戦車から飛び降りて、ともに死んだものであった。いかなる写真も、あの情景の恐怖を捉えることはできず、また誰にも、あの地の出来事をまとめ上げることはできない」
エジプト軍とイスラエル軍の双方が戦闘で蒙った損失は多大であった。イスラエル軍部隊は人員と装備に大きな損害を被った。戦闘の最初の1夜におけるレシェフ配下の機甲部隊の損失は、エジプト軍の大損害に終わった10月14日の攻勢における機甲部隊の損失に匹敵するものであった。そちらについては、第16師団の橋頭保におけるエジプト軍機甲部隊の数は大いに減少した。10月18日において、エジプト軍第21機甲師団は戦闘開始当初の136輌の戦車の中で、40輌以上は残しておらず（補強として受けた21輌の戦車は含まない）、一方で第16歩兵師団が、機構下の戦車大隊に残していた戦車はわずか20輌であった。この消耗ぶりは、イスラエル軍に最大限の損害を蒙らせるというエジプトの戦争における戦略に叶っていたが、最も別の見方からすれば、その主導権は戦闘の間にイスラエル軍へ移っていた。

### 著名な参加者
戦闘への参加者の中にムハンマド・フセイン・タンターウィー（エジプト軍）とエフード・バラック（イスラエル軍）がおり、両人とも当時は中佐であった。タンターウィーは第16歩兵旅団の下で歩兵大隊を指揮していた。10月16日にはレシェフの機甲戦力、そしてその後の10月16日から17日にかけての夜半にモルデハイの空挺部隊と交戦し、戦闘中の武勇で叙勲された。バラックは戦闘において機甲大隊を指揮し、イスラエル軍空挺部隊を救出する機甲戦力の試みを自らが先導した。両人とも後にそれぞれの国で国防大臣として務め、その権能の下で再び対面を果たした。

## 題材にした作品

### ウォー・シミュレーションゲーム
- 『スエズを渡れ（英語版）』（SPI）日本ではホビージャパンから『ベーシック3』のゲームとして発売された。
- 『中国農場（英語版）』（SPI）日本ではタクテクス30号の付録ゲームとなった。

## 注記